# Львів (аеропорт)
Міжнародний аеропорт «Львів» імені Дани́ла Га́лицького (IATA: LWO, ICAO: UKLL), (англ. Lviv Danylo Halytskyi International Airport) — міжнародний аеропорт Львова, другий найбільший в Україні за пасажиропотоком у 2021 році.

## Основні параметри
Найбільший на Заході України та в усій Україні за пасажиропотоком і маршрутною мережею, окрім двох київських аеропортів і окупованого Сімферополя. Розташований у мікрорайоні Скнилівок, за 7 км на південний захід від центру міста. Відкритий 1929 року на заміну старому львівському аеропорту на Левандівці. 2012 року був відкритий новий термінал «A», а також завершено реконструкцію злітно-посадкової смуги, після чого вона може приймати літаки більшої тоннажності.

## Назва
У жовтні 2010 громадськість запропонувала після реконструкції до Євро-2012 назвати львівський аеропорт на честь українського барокового скульптора Івана Георгія Пінзеля (Міжнародний аеропорт імені Пінзеля, англ. Pinsel International Airport). У грудні того ж року міський голова Андрій Садовий запропонував назву «Міжнародний аеропорт імені короля Данила» на честь засновника Львова короля Данила Галицького.
20 жовтня 2011 року Львівська міська рада за пропозицією об'єднання «Свобода», фракція якого мала там більшість, звернулася до прем'єр-міністра України Миколи Азарова з вимогою назвати аеропорт іменем Степана Бандери. Президент України Віктор Янукович під час візиту до Львова 28 жовтня заявив, що рішення про найменування аеропорту має приймати міська рада, натомість у Міністерстві інфраструктури України за кілька днів оголосили, що такі розпорядження перебувають у компетенції уряду. 4 листопада Верховна Рада України направила до президента Януковича запит щодо недопущення найменування львівського аеропорту іменем провідника ОУН Степана Бандери. Негативно на таку пропозицію відреагувала також Польща.
2—7 листопада 2011 промоційний інтернет-портал Львова VisitLviv.net провів голосування за назву львівського аеропорту на своїй сторінці у Facebook, у якому взяли участь 12 258 користувачів соцмережі. Найбільше голосів здобула пропозиція назвати його іменем короля Данила Галицького. Посилаючись на дані цього голосування, міський голова Андрій Садовий подав до уряду офіційну пропозицію щодо назви «іменем короля Данила». 9 листопада Кабінет Міністрів прийняв розпорядження назвати аеропорт на честь Данила Галицького. Наступного дня секретар Львівської міської ради Василь Павлюк висловив стурбованість із приводу того, чи фігуруватиме в назві слово «король», а депутат ради Юрій Михальчишин звинуватив команду мера Садового у фальсифікації голосування на Фейсбуці.
6 лютого 2012 року Міністерство інфраструктури України видало наказ про зміну назви державного підприємства «Міжнародний аеропорт „Львів“» на «Міжнародний аеропорт „Львів“ імені Данила Галицького». Під час зустрічі з Віктором Януковичем 12 квітня інтелігенція Львова просила президента відкоригувати назву летовища з «Данила Галицького» на «короля Данила».

## Історія

### До Другої світової війни

#### Зародження авіації
Перший політ у Львові відбувся в неділю 24 квітня 1910 року коли у Скнилові на аероплані «Блеріо» піднявся в повітря інженер Ієронімус. Ранньою локацією летовища у Львові (з 1914 року) була Левандівка.
Через Галичину з березня 1918 року проходила перша у світі регулярна авіалінія поштового зв'язку. Авіалінія функціонувала за маршрутом Київ — Проскурів — Львів — Краків — Відень. Маршрут 1200 км долався за 13 годин замість двох діб залізничним транспортом. До цієї події була надрукована перша у світі авіапоштова марка, яка побачила світ 31 березня 1918 року.
5 вересня 1922 року було здійснено перший цивільний регулярний рейс за маршрутом Гданськ — Варшава — Львів.

#### Aerolloyd
Першою авіакомпанією, яка почала працювати у Львові, стала Aero Lloyd.
Перші літаки, німецькі «Юнкерс», могли перевезти 4 пасажирів, згодом авіакомпанія закупила голландські Fokker F-VII, які перевозили 8-10 пасажирів. Ці літаки першими у світі були обладнані туалетом. У середині 30-х років у парк надійшли американські літаки «Локхід», які мали також невеличкий буфет та перевозили до 11 пасажирів. Наприкінці 30-х закупили американські «Дугласи» місткістю 14 пасажирів. Міжвоєнний цикл замкнули Junkers F-13 DZ-41 місткістю 15 пасажирів. Дві останні моделі літаків вже мали вдосконалене навігаційне обладнання та автопілот.
Відстань Львів — Варшава перші «Юнкерси» долали за 2 год. 30 хв., а Фоккери — за 1 год. 40 хв.

У 1929 році Aerolloyd виконувала рейси через аеропорт Львів до Івано-Франківська і Чернівців.

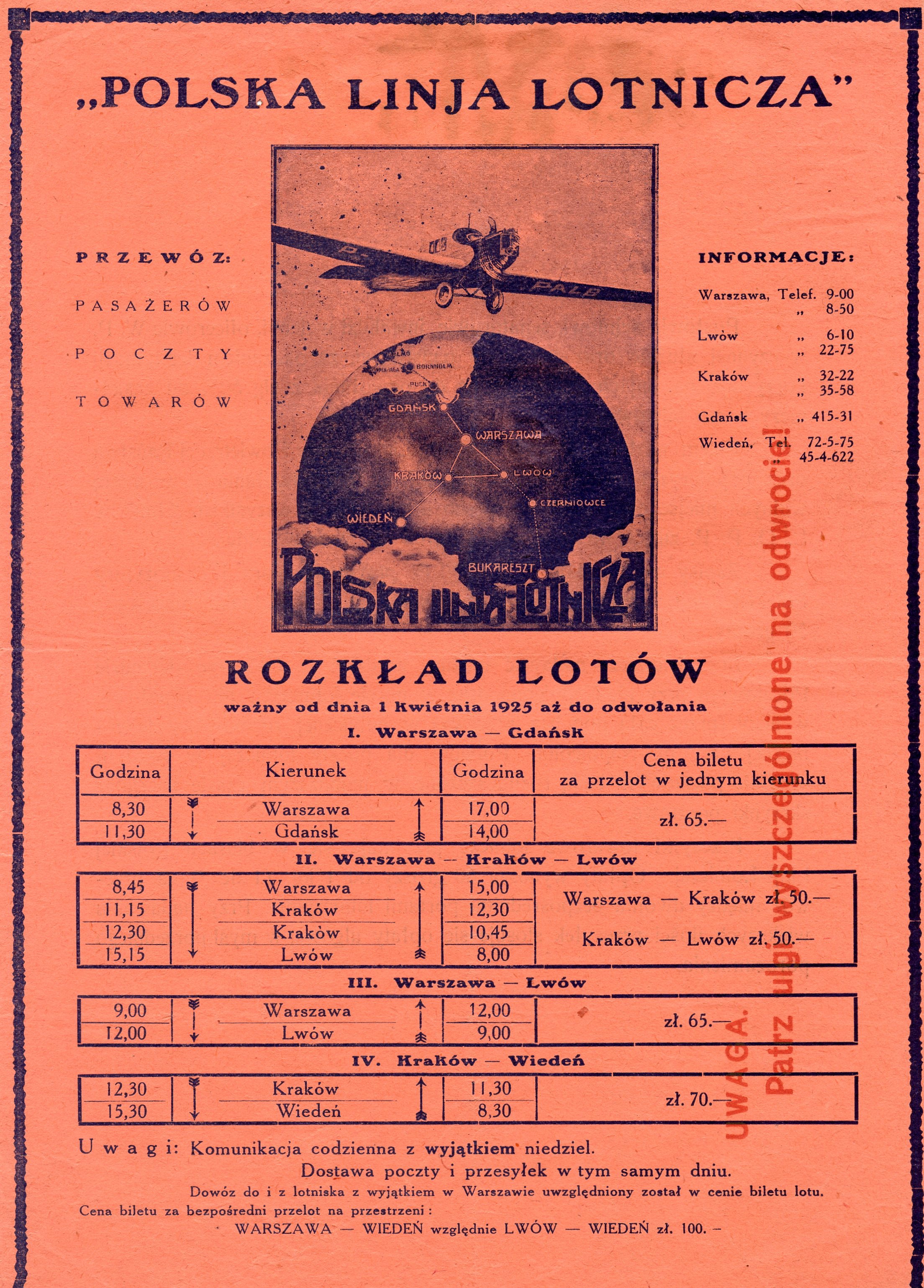
Розкладів рейсів на 01.04.1925 р.

#### Перенесення летовища
У 1923 році було прийнято рішення про підготовку до перебазування аеродрому з Левандівки.
У 1925 році у Львові почалось будівництво нового аеропорту.
Для його будівництва було знайдено ділянку біля села Скнилів на південно-західній околиці Львову, в 6 км від центру міста на рівнинній місцевості, розташованій на висоті 325 метрів над рівнем моря.
Ділянка мала форму неправильного багатокутника розміром 2000x1800 м, площею 267га. Аеродром будувався для використання цивільною, військовою і спортивною авіаціє.
У кінці 1929 року відбулося перебазування львівського аеропорту з Левандівки на Скнилівок, де ще тривали будівельні роботи. У 1929 році було зведено спеціальний залізобетонний ангар, який, водночас, слугував першим аеровокзалом та домашнім аеродромом львівського аероклубу (Aeroklub Lwowski). За період пасажирських перевезень летовища на Левандівці, з 1922 по 1929 роки, було здійснено 4558 рейсів, пасажиропотік становив 10 784 осіб. Найбільше — у 1929 році — 485 рейсів (1894 пасажирів).
Водночас сюди було перебазовано і 6-й військовий авіаполк ВПС Польщі.
В 1930 році аеропорт був введений в дію, і в тому ж році через аеропорт було відкрито авіалінію Варшава — Львів — Бухарест. В аеропорту був побудований ангар, який дозволяв розмістити найбільші за розміром цивільні літаки того часу, пасажирський павільйон та інші об'єкти.
Новий аеропорт було названо іменем п. президента республіки проф. Ігнатія Мостицького (пол. imienia P. Prezydenta Rzeczypospolitej prof. Ignacego Moscickiego).
У 1931 році до летовища підведено залізничну колію для підвозу палива й інших матеріалів.
У 1932 році збудовано кілька нових споруд, завершено прокладання водопостачальної та каналізаційної системи, льотне поле обладнано дальноміром і радіоосвітлювальною апаратурою, встановлено радіостанцію, метеопункт, паливно-заправну станцію та лампу-маяк. У 1935 році ввели в експлуатацію проблисковий ліхтар для нічних польотів, який було видно за 100 км. 1938 року встановили радіомаяки. Наприкінці 1930-х також встановили дальноміри, що сполучили Львів із Варшавою через Люблін. Також облаштовано зал очікування для пасажирів.

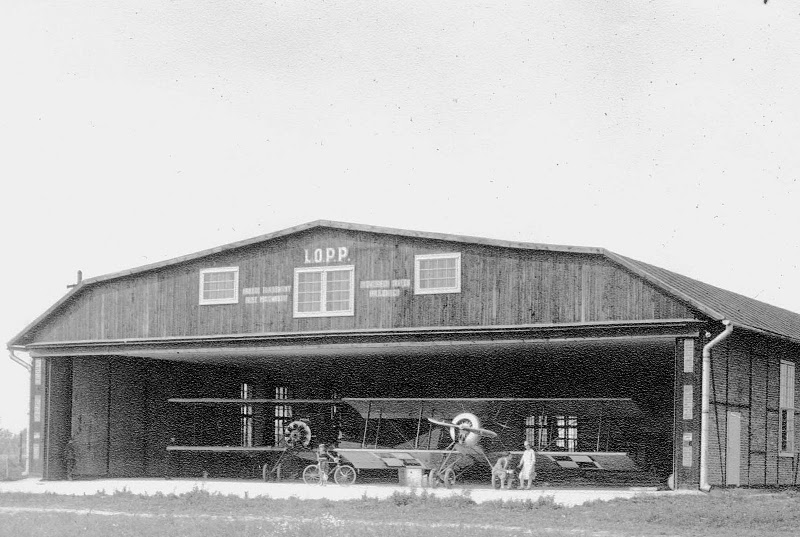
Ангар (1930-ті)

Льотне поле було ґрунтовим.Найбільшою проблемою аеропорту було розмокання ґрунтової злітно-посадкової смуги під час дощу та снігу. Через це він часто закривався, так, наприклад, 1935 року через негоду аеропорт не працював 35 днів. Злітно-посадкові смуги були розташовані навхрест: 13/31 та 04/22. Вони мали покращене покриття, викладене щебенем. У 1936 році майданчик перед ангаром було забетоновано. 1938 року на летовищі знову проводилися дренажні роботи.
Остання довоєнна модернізація відбулася у 1938 році. Тоді було споруджено спеціальну залу для очікування пасажирів.
Загалом, з 1925 по 1939 роки на облаштування аеропорту з державного бюджету було виділено 12 мільйонів злотих.
Після відкриття, з левандівського аеропорту на скнилівський було перенесено рейси до Варшави — Ґданська та Кракова. У 1931 році відкрито міжнародну авіатрасу Львів — Бухарест — Софія — Салоніки. Наступного року її продовжили до Варшави, Риги й Таллінна, в 1936-му — до Афін, 1937-му — через острів Родос до Аеропорту Лода, згодом — до Гельсінкі та Бейрута. Таким чином Львів знаходився на маршруті однієї з найдовших у світі авіаліній, який пролягав між двома морями на Півночі та Півдні становив більше 4,3 тис. км, які літаки долали за 34 години. Шлях залізницею тривав 10 діб. Напередодні Другої світової війни цей маршрут, Гельсінкі — Таллінн — Рига — Варшава — Львів — Бухарест — Софія — Салоніки — Афіни — Родос — Лод — Бейрут, був найдовшим у Європі.

У міжвоєнний період з центру міста до аеропорту пасажирів та їхній багаж возив безкоштовний автобус. За VIP-клієнтами присилали легковик. В аеропорті працювали безкоштовні носії. Процедура оформлення документів займала менше 15 хвилин.

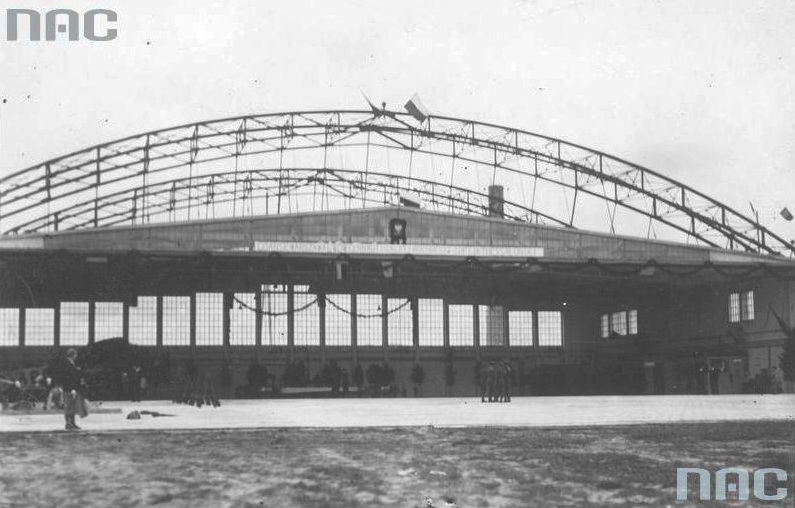
Аеровокзал (1930-ті)

Квитки на літаки продавались не лише в аеропорту, але й у туристичних агентствах та великих готелях. На купівлю квитків у два боки існували суттєві знижки. Діти до 3 років, летіли майже безкоштовно. З центру Львова до аеропорту курсував безкоштовний автобус. Були й обмеження щодо багажу — дозволялось перевезення сумки, вагою 15 кг, а на дальні рейси — 20 кг. На посадку можна було прибувати за 15 хв. до вильоту. Фото та радіоапаратуру треба було здавати

### Під час Другої світової війни
На аеродромі базувався 6-й авіаційний полк ВПС Польщі, до складу якого входили 161-ша та 162-га винищувальні ескадрильї, 61-ша і 62-га зв'язкові ескадрильї, 64-та і 65-та бомбардувальні ескадрильї, 63-тя та 66-та розвідувальні, і 69-та допоміжна ескадрилья.
В 1939-1940 роках були побудовані дві злітно-посадкові смуги, що перетиналися, напрямки 13/31 і 04/22 було обрано із урахуванням домінуючих напрямків вітру. Вони мали ширину 80м і довжину 1400м і 1200м. Конструкція покриття складалася з цементобетону товщиною 12 см на піщаній основі 10 см.
Після початку Другої світової війни з Вторгнення Німеччини в Польщу, вже в перший день війни, 1 вересня 1939 року об 11 годині львівський аеропорт зазнав ворожого авіаудару. Наліт здійснили 30 бомбардувальників «Штука» 4 бомбового полку Люфтваффе. Їх прикривали бомбардувальники Словацьких військово-повітряних сил. Протягом кількох днів летовище евакуювали за місто. Однак, в результаті бомбардування злітні смуги були настільки пошкоджені, що під час евакуації на них зазнали аварій кілька польських літаків.
Після анексії Західної України Радянським Союзом, в аеропорті розмістилися літаки 15 змішаної авіаційної дивізії військово-повітряних сил Червоної Армії. На озброєнні перебували винищувачі І-16, І-153.
Цивільна структура аеропорту Львів увійшла у структуру радянського «Аерофлоту». 2 лютого 1940 року було сформовано Львівський авіазагін. Виконувались рейси на Тернопіль, Рівне, Дрогобич, Луцьк, Станіслав, а також до Києва і Москви та інших міст СРСР.
На експлуатації перебувало 17 пасажирських літаків типу ПС-7, По-2, К-5, С-2, ПС-35.
В 1940 році з аеропорту було відправлено 117 пасажирів, 17 тонн пошти, 2,5 тонни вантажу.
Географія повітряних трас розширилася до Луцька, Чернігова, Ужгорода, Хмельницька, Києва.
22 червня 1941 року летовище було атаковане силами 4 повітряного флоту Люфтваффе:
- II./KG 55 Kampfgeschwader 55.
- Kampfgeschwader 51
- JG-3

За свідченням капітана 3-ї винищувальної групи Люфтваффе фон Гана, коли «Скнилів» потрапив до німців, на аеродромі було 264 знищені радянські літаки. Завалене їхніми рештками льотне поле було непридатним до користування. Так, коли 9 липня 1941 року з Самбора до Львова прилетіли 10 розвідників «Смолік» та 10 винищувачів «Avia B-534» словацьких збройних сил, то вони були вимушені приземлятися на полях біля Рясного, де згодом влаштували тимчасовий військовий аеродром. Згодом німці розчистили й скнилівське летовище.
Під час німецької окупації Львова аеропорт "Скнилів" відігравав роль транзитного і транспортного вузла для усього Східного Фронту. Цивільні рейси не виконувались. Розміри ґрунтової смуги становили приблизно 1150 x 1050 м. Окупаційна влада проводила роботи із бетонування смуги із залученням в'язнів концтабору Stalag 328.
| З               | До            | Підрозділ                                                                        | Озброєння                                                                               |
| --------------- | ------------- | -------------------------------------------------------------------------------- | --------------------------------------------------------------------------------------- |
| Вересень 1941   | Вересень 1941 | 5.(H)/Aufkl.Gr. 21 (5-та ескадрилья групи ближньої розвідки 21)                  |                                                                                         |
| Лютий 1942      | Лютий 1942    | KGr. z.b.V. 7 (бомбардувальна група спеціального призначення 7)                  | Junkers Ju 52/3m, Junkers Ju 86                                                         |
| Лютий 1943      | Квітень 1943  | I./KG 100 (I група бомбардувального крила 100)                                   | Heinkel He 111H-6, Heinkel He 111H-11, Heinkel He 111 H-16                              |
| 20 Вересня 1943 | Жовтень 1943  | Транспортна Schleppgruppe 2 утворена із перейменування Verbindungskommando (S) 4 | DFS.230, Go 242, He 46, He 111, Hs 126, Ju 52, Ju 87 і Kl 35                            |
| Жовтень 1943    | Листопад 1943 | I./SG 77 (I група штурмового крила 77)                                           | Junkers Ju 87D                                                                          |
| Січень 1944     | Березень 1944 | II., III./KG 27                                                                  | Heinkel He 111H-16, Heinkel He 111H-20                                                  |
| Лютий 1944      | Березень 1944 | 2.(F)/Aufkl.Gr. 100 (100-а авіагрупа далекої розвідки)                           | Junkers Ju 188F                                                                         |
| Березень 1944   | Березень 1944 | 2.(F)/Aufkl.Gr. 11                                                               | Junkers Ju 88D-1                                                                        |
| Березень 1944   | Квітень 1944  | II./JG 52 (II група винищувального крила 52)                                     | Messerschmitt Bf 109G                                                                   |
| Березень 1944   | Березень 1944 | Stab, I./KG 27                                                                   | Heinkel He 111H-16, Heinkel He 111H-20                                                  |
| Березень 1944   | Квітень 1944  | IV./TG 1 (IV група транспортного крила 1)                                        | Junkers Ju 52/3m                                                                        |
| Березень 1944   | Травень 1944  | III./SG 77                                                                       | Junkers Ju 87D-3, Junkers Ju 87D-5                                                      |
| Березень 1944   | Липень 1944   | II./SG 77                                                                        | Focke-Wulf Fw 190A-6, Focke-Wulf Fw 190F-2, Focke-Wulf Fw 190F-3, Focke-Wulf Fw 190G-3, |
| Квітень 1944    | Квітень 1944  | IV./JG 54                                                                        | Messerschmitt Bf 109G-6                                                                 |
| Липень 1944     | Липень 1944   | 7.(H)/Aufkl.Gr. 32                                                               | Focke-Wulf Fw 189A-2, Focke-Wulf Fw 189A-3, Henschel Hs 126B-1                          |

Після звільнення Львова Червоною Армією аеродром був серйозно пошкоджений. Злітно посадкові смуги та ґрунтове льотне поле були пошкоджені після бомбардувань та обстрілів, будинки інфраструктури були зруйновані. Колектив аеропорту, під керівництвом начальника Ісаєва та головного інженера Махно, почали роботи на ґрунтовому льотному полі, а згодом на бетонній злітно-посадковій смузі.
У жовтні 1944 року був утворений 250-й авіазагін спецзастосувань Українського управління цивільного повітряного флоту (УЦПФ).
В аеропорт для постійного базування прилетіла ланка цивільних літаків По-2.
Осінню 1944 року спочатку відновлено польоти з тимчасового аеропорту біля Рясного, а лише згодом — зі Скнилова. Того ж року відновлено авіасполучення з Києвом; наступного року впроваджено рейси до Станиславова, Тернополя, Дрогобича, Чернівців, Рівного. Рейси до столиці виконували літаки Лі-2, до сусідніх обласних центрів — По-2.
Літаки По-2 перевозили пошту, виконували пасажирські перевезення, санітарні та адміністративні завдання. В перші повоєнні роки літаками По-2 з аеропорту перевозилося 20-30 тонн пошти та 2-3 тисячі пасажирів на рік.

### Після Другої світової війни
За 1945 рік аеропорт Львів прийняв 3 тисячі літаків. У 1946 році — 5.1 тисячу.
В 1947-1950 роках в аеропорту почалася експлуатація літаків Лі-2, Іл-12, Іл-14.
В 1951 році з аеропорту відправлено 29 тисяч пасажирів і 70 тон пошти та вантажу.
Із 1946 року почалося міжнародне сполучення – до середини 60-х років жоден літак «Аерофлоту», який прямував на захід, не оминав Львова, де здійснював дозаправку. Через Львів проходили повітряні шляхи на Будапешт, Бухареста (Москва — Бухарест), Тирану, Белград, Відень (Москва — Відень), Братиславу, Прагу (Москва — Прага), Варшаву.

Через те, що на початку 1960-х цивільна авіація почала використовувати реактивні й турбогвинтові літаки, львівський аеропорт перестав обслуговувати міжнародні авіалінії.

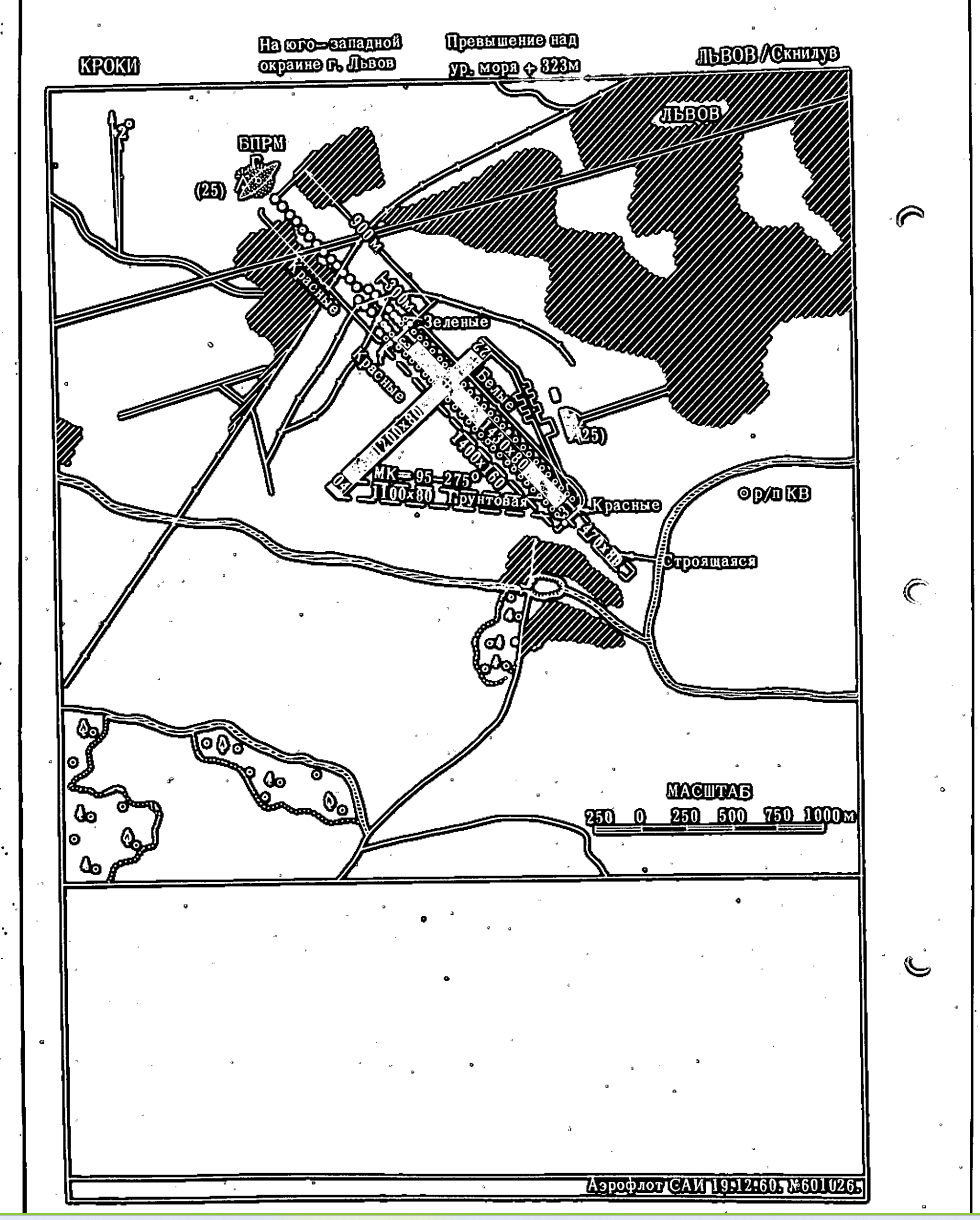
Схема аеродрому Львів у збірнику аеронавігаційної інформації за 1960 р.

У середині 1950-х років популярною розвагою у Львові стали екскурсійні польоти. Кожної неділі на літаку Іл-14 можна було пролетіти за спеціальним екскурсійним маршрутом Львів—Городок— Львів. Політ тривав близько години і включав оглядовий маршрут над Львовом. Протягом дня літак встигав зробити сім-вісім рейсів. Квиток коштував 10 радянських рублів. Рейси протривали до скасування наприкінці 50-х через економічну недоцільність, оскільки собівартість значно перевищували плату за політ.
Внутрішні рейси включали повітряні лінії з Києвом, Москвою, Ленінградом, Одесою, Мінськом, Кишинівом, Вільнюсом, Ригою, Талліном, курортами Криму та Кавказу.
Аеропорт вже не був в змозі задовольняти зростаючий попит на користування повітряним транспортом при експлуатації існуючих на той час літаків.
У квітні 1955 року в аеропорті відкрито новий аеровокзал (нині — термінал 1), збудований за типовим проектом московських архітекторів Єлькіна й Крюкова, що їх консультував академік Жолтовський. Будівництво здійснював Львівський будівельний трест № 98 під керівництвом Келлера.
Постановою від 23 червня 1958 року уряд Української РСР прийняв рішення про реконструкцію аеропорту для забезпечення експлуатації нових турбогвинтових літаків Іл-18 та Ан-10.
В той же рік будівельниками шляхобудівельного району №3 Головшляхбуду розпочалися будівельні роботи. Протягом короткого терміну було виконано великий обсяг земельних робіт. Для подовження злітно-посадкової смуги у прохідний тунель було взято струмок, перенесено 48 будинків села Скнилів, звільнено повітряні підходи від інших будівель.
На період посилення покриття злітно-посадкової смуги аеропорт був вимушений приймати літаки в аеропорту Івано-Франківськ та авіабазі Стрий.
В 1958-1960 роках посилення існуючого покриття цементобетонних плит товщиною 12 см було здійснено на довжині 1200м. Подовження ЗПС до 1900м виконано монолітними цементобетонними плитами товщиною 22см на піщаній основі.
Рульові доріжки, місця стоянок літаків та перон посилені цементобетонними плитами товщиною 16 см. Злітно-посадкова смуга обладнана системою посадки літаків з двох напрямків: ДПРМ, БПРМ, КРМ, ГРМ, радаром РП-2Ф, ОРЛ, радіотехнічною системою ближньої навігації РСБН-2. Встановлена і задіяна система світлозабезпечення "Свіча-2" з імпульсними вогнями. Побудовано будинок командно-диспетчерського пункту з обладнанням систем керівництва повітряним рухом та посадкою літаків, павільйон для пасажирів, реконструйовано склад паливно-мастильних матеріалів, гараж, тощо
В 1960 році була введена в експлуатацію злітно-посадкова смуга, і аеропорт почав приймати літаки, розраховані на 100 пасажирів (турбогвинтові літаки Ан-10), від 1963 року — Ан-24, від 1964 — Іл-18 і Ту-124. Ці літаки обслуговували середні й дальні внутрішньосоюзні авіалінії.
У 1967 році літаки Іл-14, що їх використовували на ближніх авіалініях, замінили на Ан-24 та Як-40. На місцевих авіалініях зі Львова літали Ан-2, Аеро-45, Л-200 «Морава».
В 1974 році була виконана друга черга реконструкції аеропорту. Подовжена ЗПС до 1510 м, побудовані додаткові руліжні доріжки, реконструйована система посадки літаків.
Львівський аеропорт щорічно підвищував обсяги авіаційних перевезень. В 1980 році аеропорт був зв'язаний сполученням з 10 столицями СРСР і більш ніж 50 містами республік. Якщо за 1951 рік, з аеропорту було відправлено 29 тисяч пасажирів і 70 тонн пошти та вантажу, то в 1980 році це дорівнювало обсягу роботи за один тиждень. У 1980 році з аеропорту було відправлено 900 тисяч пасажирів та більше 10 тисяч тонн пошти та вантажу.
Попит на відправлення пасажирів на літаках Іл-18 та Ан-24 вже не задовільнявся. Потрібно було відкривати рейси на літаках Ту-154 та Як-42. В 1982 році розпочалася реконструкція аеропорту для забезпечення прийому таких літаків. За два роки було подовжено ЗПС на 2500 метрів, посилено старі ділянки смуги, побудовано рульову доріжку та реконструйовано систему посадки літаків СП-80 та світлотехнічну систему "Свіча-2".
У 1984 року реконструкція аеропорту була закінчена, і в грудні аеродром прийняв технічний рейс Ту-154.З січня 1985 року почалися регулярні рейси цих літаків зі Львова до Москви, Ленінграда, Баку, Красноярська, Новоросійська, Єревану. Завдяки реконструкції аеропорту і відкриттю рейсів на Ту-154, в 1985 році аеропорт перейшов за мільйонний рубіж по відправленню пасажирів. За 1985 рік було відправлено 1074 тисяч пасажирів, 2016 тонн пошти і 11958 тонн вантажу.
З 1985 року почалася експлуатація пасажирських літаків Як-42.
Також аеропорт зміг приймати транспортні Іл-76 і Ан-22 «Антей». На середніх авіалініях експлуатувалися Ту-134, на коротких — Л-410.
Завдяки географії, аеродром Львів використовувався як транзитний логістичний центр для передачі авіатехніки (Аеро-45, Л-200 «Морава», Л-410, Ан-28) іншим авіазагонам Аерофлоту.
Станом на вересень 1990 р. в аеропорту діяла загальносоюзна інформаційна система розкладів «Сирена-2». Остання дозволяла синхронізувати всі розклади між ключовими аеропортами СРСР. Пульти «Сирени-2» в УРСР були також у Дніпрі, Києві, Одесі та Сімферополі.
На 1980-ті роки припадає найбільша інтенсивність відправлень літаків зі львівського аеропорту — близько 60 в день. Аеропорт щорічно підвищував обсяги авіаційних перевезень до 1990 року. У 1990 році з аеропорту було відправлено 1514 тисяч пасажирів, 1310 тонн пошти, 9198 тонн вантажу.

### Період незалежності України
З розпадом Радянського Союзу кількість перевезень різко зменшилася. З 1993 року основним оператором були Львівські авіалінії.
14 листопада 1995 року розпорядженням Кабінету Міністрів України №698-р аеропорт відновив статус міжнародного. До саміту глав держав Центральної та Східної Європи, що проходив у Львові 1999 року, аеровокзал капітально відреставровано.
У 1996 році в аеропорт зайшла авіакомпанія Аеросвіт.
Наприкінці 1990-х зниження обсягів відправок пасажирів стабілізувалося, а в 2000 році відправки пасажирів вже зросли в порівнянні із 1999 роком на 3,6%, а вантажу на 69%.
19 грудня 2003 року єдине підприємство — ДАП “Львівські авіалінії”, до якого входив і аеропорт, і авіакомпанія — за наказом міністра Георгія Кірпи розділили на дві юридичні особи. Авіакомпанія з літаками — одна юридична особа “Львівські авіалінії”, а аеропорт і його будівлі, земля перейшли до ДП “Міжнародний аеропорт “Львів”.
10 січня 2007 року на нараді з представниками Міністерства оборони (командування Повітряних сил і Повітряного командування “Захід”) вирішено підготувати проект постанови Кабміну про план передачі 110 га військового містечка у розпорядження ДП “Міжнародний аеропорт “Львів”.
У 2008 році інфраструктура аеропорту (злітно-посадкова смуга, руліжні доріжки, спостережні споруди, тощо) були передані в управління Мінтрансзв’язку. До цього моменту інфраструктура перебувала у

Радянський аеровокзал зі сторони аеродрому (2008)

власності військового містечка 58, 243-й окремого змішаного авіаційний полку, який базувався на летовищі.

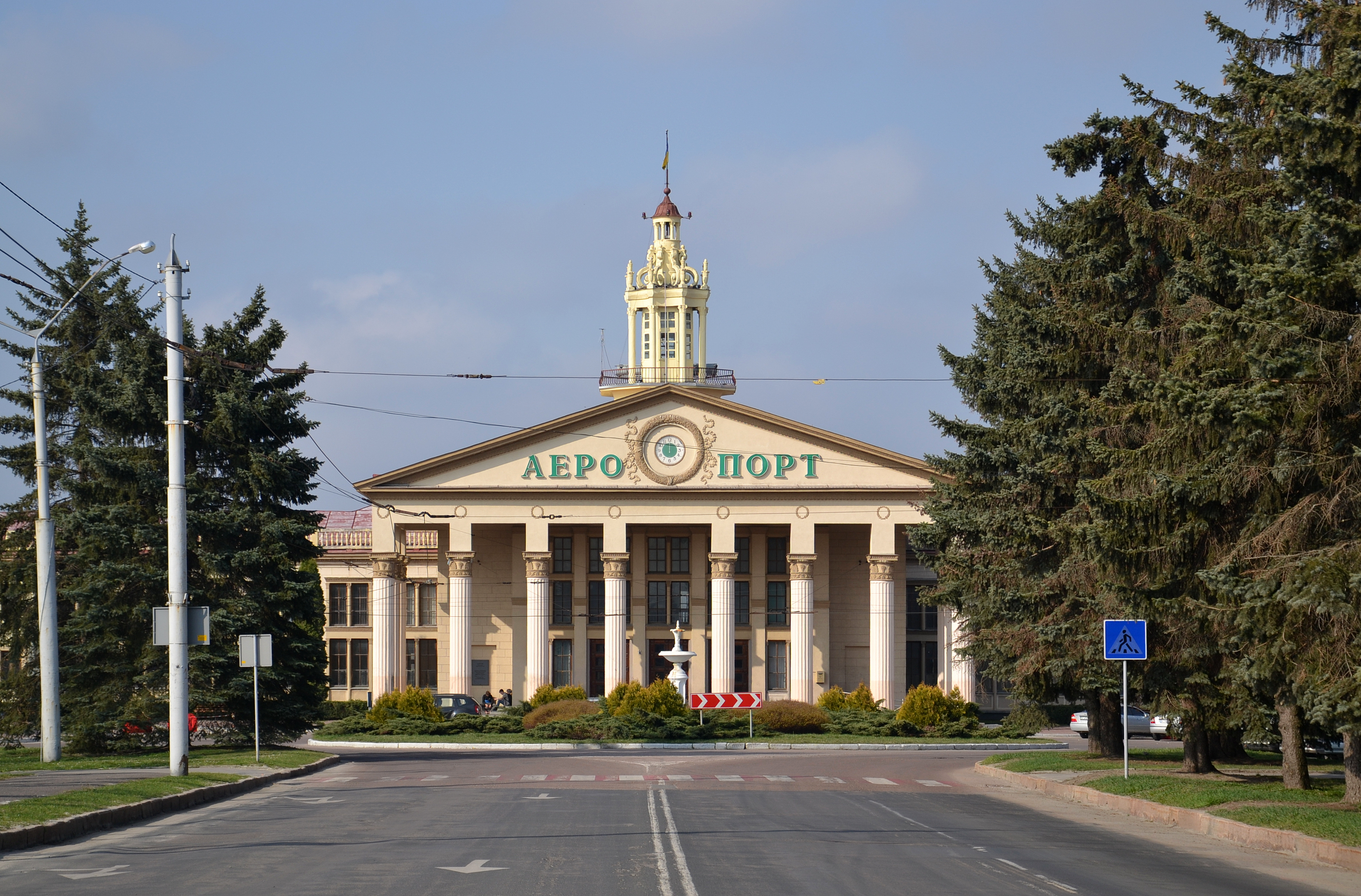
Фасад радянського аеровокзалу (2019)

16 грудня 2010 року під час сесії Львівської обласної ради депутати проголосували за надання ДП «Міжнародний аеропорт «Львів» 177,3459 гектарів землі на вул. Любінській, 168 в постійне користування для обслуговування злітно-посадкової смуги, руліжних доріжок, будівель та споруд аеропорту.
У 2009–2012 роках до Чемпіонату Європи з футболу 2012 під керівництвом Степана Лукашика проведена реконструкція аеропорту: збудовано новий термінал в стилі хай-тек за проектом компанії «Тебодін Україна» вартістю 2 мільярда 437 мільйони гривень; відремонтовано старий радянський термінал, а злітно-посадкову смугу реконструйовано та продовжено з 2510 до 3305 метрів для того, щоб вона могла приймати літаки класу D. Спочатку також планувалося, що біля аеропорту буде збудовано багатоповерховий паркінг для автомобілів та новий автовокзал, а вулиця Ряшівська буде продовжена від Патона повз летовище до Кульпарківської.
16 березня 2018 року Львівське летовище вперше прийняло літак Boeing 777.
2018 року аеропорт досяг рекордного для себе пасажиропотоку в 1,5 мільйони пасажирів, що понад як втричі перевершує показник 10 років перед цим.
З 26 жовтня 2019 року в аеропорту почав базуватися літак Boeing 737-800 авіаперевізника SkyUp.
У квітні 2020 року аеропорт «Львів» та одна з українських авіаційних компаній розпочали програму міжнародних вантажних авіаперевезень. Перший літак Ан-26 української транспортної авіакомпанії  з вантажем Укрпошти 3 квітня відправився за маршрутом Львів – Рига – Львів.

## Інфраструктура
Новий термінал «A» площею 39 000 м2 має пропускну здатність 2000 пасажирів на годину. На першому поверсі розміщуються зали очікування та реєстрації пасажирів, обробка багажу, а на другому й третьому поверхах — митний, прикордонний контроль та контроль із авіаційної безпеки. Аеровокзал має 28 стійок реєстрації, 18 стійок паспортного контролю, 12 пунктів контролю проходження на авіаційну безпеку. У холі на першому поверсі стоїть бюст короля Данила Галицького. Старий термінал здатний пропускати 300 пасажирів за годину на приліт і 220 на відліт. У ньому діє VIP-зала.
Термінал «A» має 9 виходів (серед них 4 — з телетрапами із встановленими системами паркування літаків).
Злітно-посадкова смуга довжиною 3305 метрів здатна приймати літаки типу D. Можливе здійснення 20 вильотів на годину літаків типу D. Перевезення пасажирів від/до літаків здійснюється автобусами AeroLAZ 12 та Neoplan Apron.
У рамках підготовки до Євро-2012 було встановлено світлосигнальне обладнання та систему інструментальної посадки ІІ категорії. Сертифікація ДАСУ була проведена в грудні 2017 р.. Ця система полегшує захід і посадку за умов поганої горизонтальної видимості до 350 метрів та вертикальної — до 30 м.
Згідно індикативного плану дій щодо інвестування у транс'європейську транспортну мережу (TEN-T), який був представлений у січні 2019 року Європейською комісією і Всесвітнім банком, планується завершення реконструкції терміналу «1» — до 2020 року; реконструкція аеродромного комплексу і готелю «Тустань», будівництво вантажного терміналу, а також ангарів для авіаційного ТО — до 2030 року.
З 24 червня 2019 року відновив роботу старий термінал аеропорту (термінал «1»).

## Послуги
Аеропорт має лаунж-зали як для пасажирів, що прямують за кордон, так і на внутрішніх рейсах.
В аеропорті є магазин Duty Free.

## Громадський транспорт
Громадський транспорт, що курсує до нового терміналу «A» аеропорту «Львів» ім. Данила Галицького:
 № 29: Аеропорт (Термінал А) — Університет
Час роботи: 06:08 — 22:54
Вартість квитка: 10₴ (у водія) / 6₴ (безготівкова онлайн оплата);
 № 48: Аеропорт (Термінал А) — ринок Галицьке перехрестя
Час роботи: 07:00 — 22:00
Вартість квитка: 10₴;
 (нічний) № 2Н: Аеропорт (Термінал А) — АС Західна — Площа Різні
Час роботи: 23:40 — 05:23
Вартість квитка: 14₴;
 (експрес): Аеропорт (Термінал А) — Залізничний вокзал
Час роботи: 10:00 — 19:00
Вартість квитка: 20₴.

## Авіалінії та напрямки
| Авіакомпанія                 | Пункт призначення |
| ---------------------------- | --- |
| airBaltic                    | Сезонно: Рига |
| Air Ocean Airlines           | Запоріжжя, Київ-Жуляни, Харків |
| Austrian Airlines            | Відень |
| Azur Air Ukraine             | Сезонний чартер: Анталія, Бодрум, Даламан, Марса-Алам, Шарм-ель-Шейх |
| Bees Airlines                | Виконуються: Барселона, Київ-Жуляни, Прага Сезонно: Іракліон (початок 5 червня 2022), Родос, Тбілісі Сезонний чартер: Анталія, Марса-Алам, Хургада, Шарм-ель-Шейх |
| Belavia                      | Мінськ (з травня 2021 р. призупинено польоти) |
| Buta Airways                 | Баку (Призупинено) |
| Flynas                       | Сезонно: Джидда, Ель-Касим, Ер-Ріяд |
| LOT Polish Airlines          | Варшава-Шопен, Зелена Гура |
| Lufthansa                    | Франкфурт |
| Motor Sich Airlines          | Київ-Жуляни |
| Pegasus Airlines             | Стамбул-Сабіха Гекчен Сезонно: Бодрум, Даламан (початок 4 червня 2022) |
| Ryanair                      | Виконуються: Болонья, Будапешт, Варшава-Модлін, Венеція-Тревізо, Вроцлав, Дюссельдорф-Веце, Каунас, Краків, Лондон-Станстед, Манчестер, Меммінген, Мілан-Бергамо, Неаполь, Піза, Познань, Рига, Рим-Ф'юмічіно Сезонно: Пафос Початок 03.2022: Барі, Братислава, Палермо, Турин Початок 04.2022: Барселона, Брюссель-Шарлеруа, Гданськ, Нюрнберг, Стокгольм-Арланда, Загреб                                                                         |
| SkyUp                        | Сезонно: Баку, Батумі, Бодрум, Даммам, Одеса, Тирана, Тиват Сезонний чартер: Анталія, Ель-Касим, Марса-Алам, Хургада, Шарм-ель-Шейх Початок 04.2022: Аліканте, Лісабон, Прага, Тель-Авів Початок 05.2022: Барселона, Бахрейн, Валенсія, Відень, Ер-Ріяд, Кувейт, Ларнака Початок 06.2022: Бургас, Іракліон, Маскат, Родос, Салоніки |
| Turkish Airlines             | Стамбул |
| Міжнародні авіалінії України | Київ-Бориспіль Сезонно: Тель-Авів Сезонний чартер: Анталія, Бодрум, Даламан, Іракліон, Салоніки, Хургада, Шарм-ель-Шейх |
| Windrose Airlines            | Київ-Бориспіль Сезонний чартер: Анталія, Хургада, Шарм-ель-Шейх |
| Wizz Air                     | Виконуються: Берлін-Бранденбург, Варшава-Шопен, Вроцлав, Гданськ, Дортмунд, Катовиці, Ларнака, Лондон-Лутон, Меммінген, Пардубиці, Познань Початок / Відновлення 03.2022: Будапешт, Ейндговен Початок / Відновлення 04.2022: Барселона, Біллунн, Брюссель-Шарлеруа, Вільнюс, Катанія, Лісабон, Мадрид, Мілан-Мальпенса, Неаполь, Париж-Бове, Рим-Ф'юмічіно, Таллінн Початок 07.2022: Афіни, Братислава, Валенсія, Венеція-Тревізо, Ніцца, Салоніки |

## Прийнятні літаки

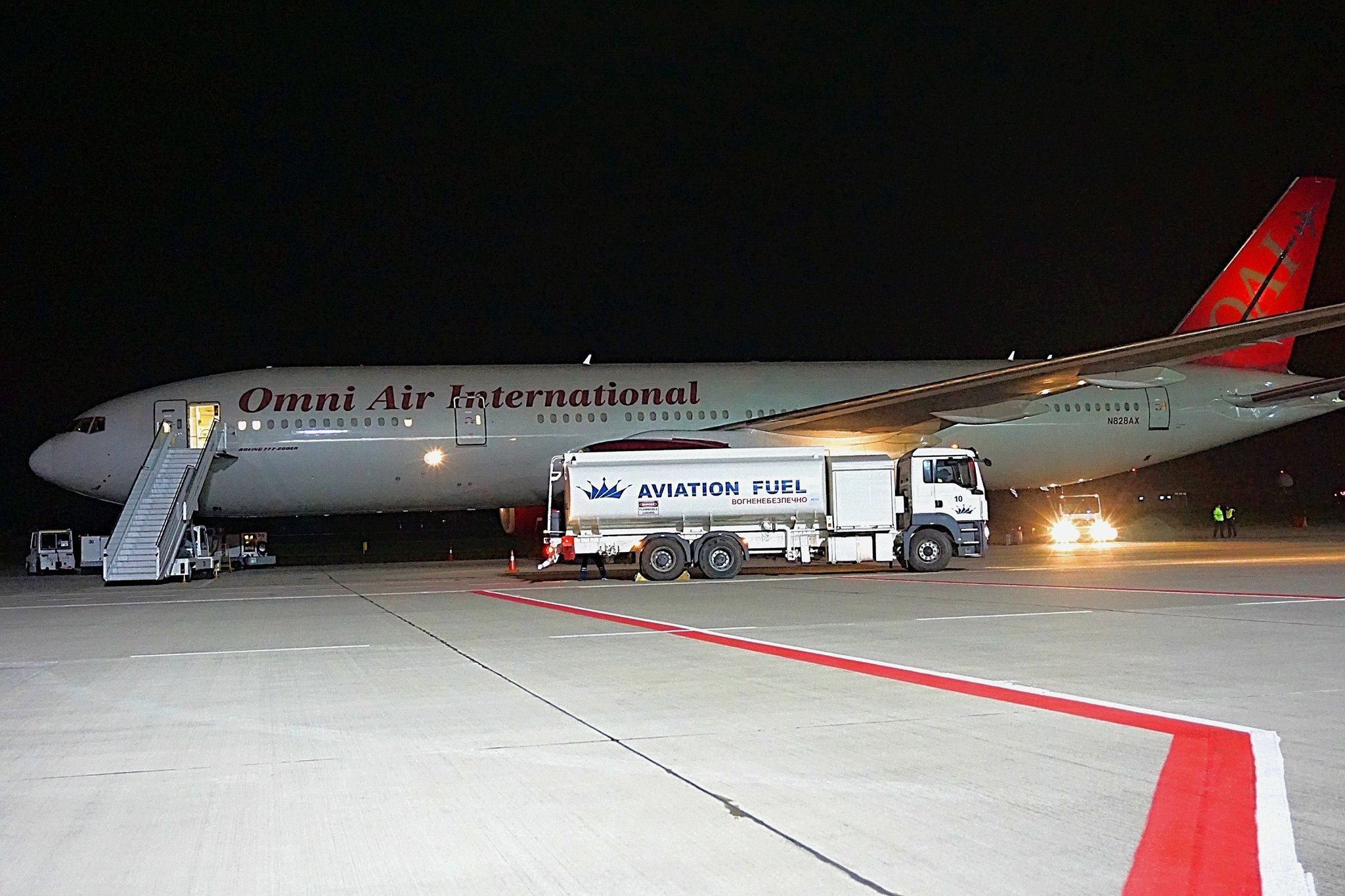
Boeing 777-200ER авіакомпанії «Omni Air International» в аеропорту «Львів» (2017)

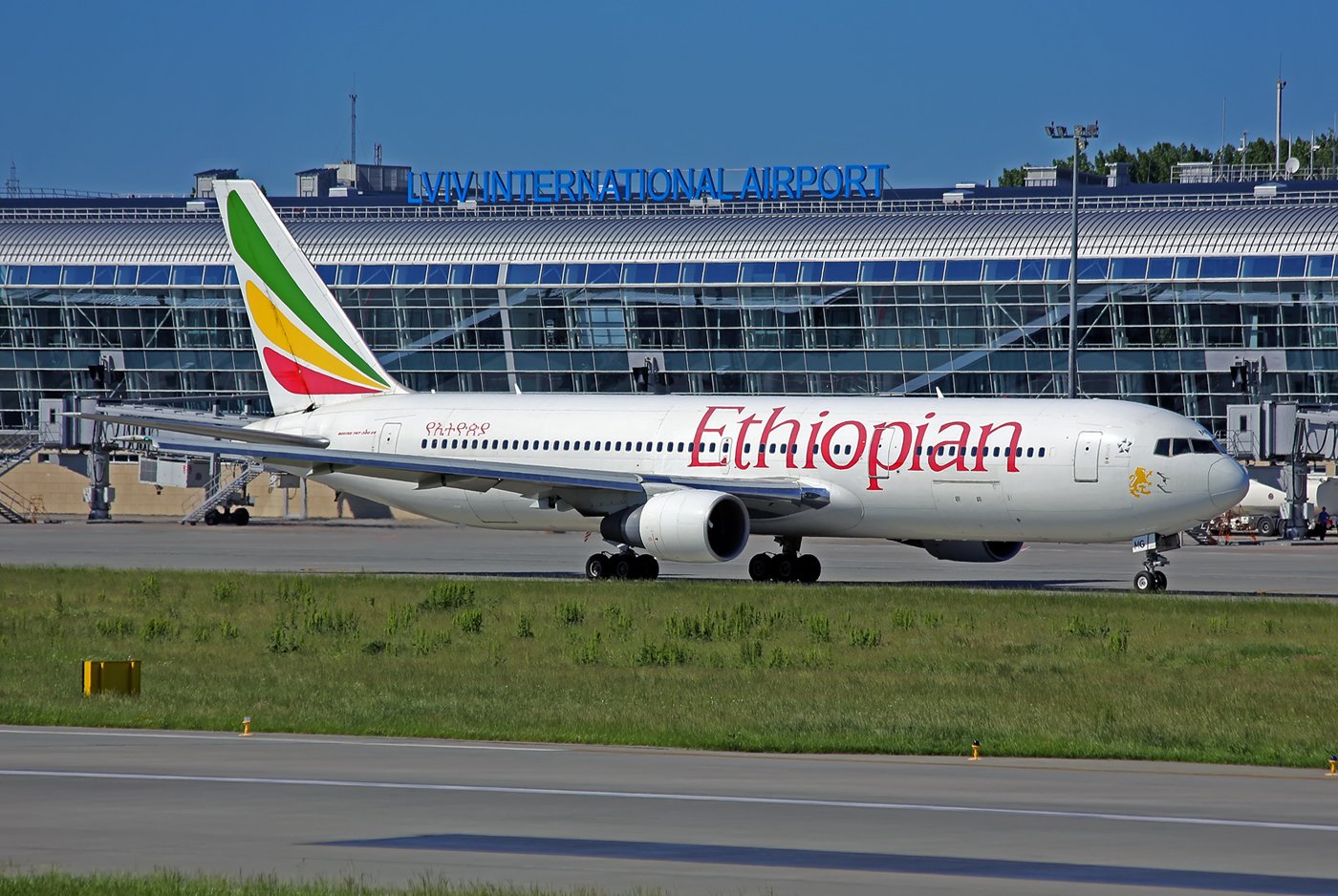
Boeing 767 Ефіопських авіаліній в аеропорту «Львів» (2015)

- Ан-2, Ан-12, Ан-22, Ан-24, Ан-26, Ан-30, Ан-32, Ан-70, Ан-74, Ан-124, Ан-148
- Іл-14, Іл-18, Іл-76(130т), Іл-78, Іл-62м, Іл-96
- Ту-124,Ту-134, Ту-154, Ту-204
- Як-40, Як-42
- Embraer ERJ-135, Embraer ERJ-145, Embraer 170, Embraer 195
- Boeing 737, Boeing 737 MAX, Boeing 757, Boeing 767, Boeing 777, Boeing 787, Boeing C-17 Globemaster III, KC-135 Stratotanker
- Airbus A220, Airbus A300, Airbus A310, Airbus A319, Airbus A320, Airbus A321, Airbus A330, Airbus CC-150 Polaris, Airbus A350
- Bombardier Dash 8 Q400, Bombardier BD-700, Bombardier CRJ-900LR
- Lockheed C-5M Super Galaxy, Lockheed C-130J
- Saab 340A, Saab 340b, Saab 2000[ru]
- Alenia C-27J Spartan
- Let L-410UVP-E Turbolet, Let L-200D Morava
- ATR 72, ATR 42
- Dassault Falcon 2000EX, Dassault Falcon 50EX
- Dornier 328—300 JET
- Beechcraft C-12C Huron[en], Beechcraft B300[en], Beechcraft 2000A Starship
- Cessna 208B[ru], Cessna 560,Cessna 750
- Diamond DA-42 Twin Star
- Piper PA-31T1 Cheyenne IA[ru]
- Pilatus PC-12/47E
- Piaggio P-180 p-51
- Eclipse 500
- Fokker 50, Fokker 70, Fokker 100
- Raytheon 390
- British Aerospace Avro RJ85
- CASA CN-235M[ru]
- McDonnell Douglas MD-82, McDonnell Douglas MD-83

## Пасажирообіг
Див. джерело запитів Вікіданих та джерела.
| Рік  | Пасажиропотік Львівського аеропорту | %        | Загальний пасажиропотік по країні | %       | Частка Львова |
| ---- | ----------------------------------- | -------- | --------------------------------- | ------- | ------------- |
| 2002 | 110,200                             | -        |                                   | —       |               |
| 2003 | 144100                              | ▲30.8 %  |                                   | —       |               |
| 2004 | 198200                              | ▲37.5 %  |                                   | —       |               |
| 2005 | 235900                              | ▲19 %    | 6450000                           | —       | 3.7 %         |
| 2006 | 278200                              | ▲18 %    | 7441000                           | ▲16 %   | 3.7 %         |
| 2007 | 424100                              | ▲52.4 %  | 9300000                           | ▲25 %   | ▲4.6 %        |
| 2008 | 532100                              | ▲25.5 %  | 10800000                          | ▲16 %   | ▲4.9 %        |
| 2009 | 452300                              | ▼15 %    | 8894900                           | ▼18 %   | ▲5.08 %       |
| 2010 | 481900                              | ▲6.5 %   | 10242500                          | ▲15 %   | ▼4.70 %       |
| 2011 | 296900                              | ▼38.4 %  | 12464800                          | ▲22 %   | ▼2.37 %       |
| 2012 | 576000                              | ▲94 %    | 14107000                          | ▲13 %   | ▲4.08 %       |
| 2013 | 700800                              | ▲21.7 %  | 15134600                          | ▲7 %    | ▲4.63 %       |
| 2014 | 585200                              | ▼16.5 %  | 10896500                          | ▼28 %   | ▲5.37 %       |
| 2015 | 570                                 | ▼2.5 %   | 10695200                          | ▼2 %    | ▼5.33 %       |
| 2016 | 738000                              | ▲29.3 %  | 12929900                          | ▲21 %   | ▲5.71 %       |
| 2017 | 1080000                             | ▲46.3 %  | 16499500                          | ▲27 %   | ▲6.55 %       |
| 2018 | 1597700                             | ▲48 %    | 20545500                          | ▲24.5 % | ▲7,77 %       |
| 2019 | 2217400                             | ▲38.8 %  | 24336600                          | ▲18.5 % | ▲9.1 %        |
| 2020 | 877700                              | ▼60.4 %  | 8664500                           | ▼64.4 % | ▲10.12 %      |
| 2021 | 1 834 051                           | ▲108.8 % | 16 221 000                        | ▲87,2 % | ▲11.31 %      |

### Статистика за місяцями
Пасажиропотік
| Місяць   | 2018    | 2019    | 2020   | 2021      | 2022    |
| -------- | ------- | ------- | ------ | --------- | ------- |
| Січень   | 85600   | 127100  | 163400 | 43 830    | 139 286 |
| Лютий    | 71000   | 108400  | 140300 |           |         |
| Березень | 84100   | 133900  | 67100  |           |         |
| Квітень  | 104700  | 155200  |        | 67700     |         |
| Травень  | 132300  | 197700  |        | 115300    |         |
| Червень  | 173800  | 227400  |        | 183 200   |         |
| Липень   | 193100  | 243000  |        | 251 003   |         |
| Серпень  | 191600  | 251800  |        | 291 183   |         |
| Вересень | 168500  | 226300  |        | 257 398   |         |
| Жовтень  | 138500  | 200300  |        | 208 326   |         |
| Листопад | 124900  | 174200  |        | 153 520   |         |
| Грудень  | 129600  | 171600  | 47 838 | 160 236   |         |
| Всього   | 1597700 | 2217400 | 878500 | 1 834 051 |         |

Кількість рейсів
| Місяць   | 2018  | 2019  | 2020  | 2021   | 2022 |
| -------- | ----- | ----- | ----- | ------ | ---- |
| Січень   | 993   | 1271  | 1347  | 642    | 1472 |
| Лютий    | 868   | 1040  | 1226  |        |      |
| Березень | 984   | 1292  |       |        |      |
| Квітень  | 1129  | 1475  |       |        |      |
| Травень  | 1316  | 1739  |       |        |      |
| Червень  | 1590  | 1798  |       |        |      |
| Липень   | 1600  | 1933  |       | 2 144  |      |
| Серпень  | 1571  | 1942  | 1567  | 2 292  |      |
| Вересень | 1503  | 1948  |       | 2 207  |      |
| Жовтень  | 1355  | 1682  |       | 1 855  |      |
| Листопад | 1235  | 1412  |       | 1 635  |      |
| Грудень  | 1282  | 1423  | 744   | 1 757  |      |
| Всього   | 15429 | 18963 | 9 914 | 17 444 |      |

## Катастрофи та інциденти
- 28 березня 1942 року — винищувач Bf 109E3, 52-ї винищувальної ескадри Люфтваффе номер 13 червоний, зазнав аварії під час зльоту[93].
- 27 березня 1944 року — транспортний літак Messerschmitt Me 323E-1 Люфтваффе, розбився при посадці[94].
- 30 серпня 1957 року — пасажирський літак Іл-14Д, реєстраційний номер CCCP-L1440, розбився під час зльоту за 7,5 км від аеродрому. Загинуло 5 осіб екіпажу і 2 пасажири[95].
- 16 листопада 1959 року — пасажирський літак Ан-10А, реєстр. номер СССР-11167, який летів з Москви (Внуково) до Львова, зазнав аварії при посадці в аеропорті «Львів». Загинуло 40 людей.
- 26 лютого 1960 року — пасажирський літак Ан-10А, реєстр. номер СССР-11180, який летів із Києва (Жуляни) до Львова, зазнав аварії при посадці у Львові. Загинуло 32 людей. Один пасажир вижив.
- 23 грудня 1973 року — пасажирський літак Ту-124, реєстр. номер СССР-45044, який виконував рейс Львів — Київ (Бориспіль), впав після зльоту біля села Винники через пожежу в двигуні. Загинуло 17 людей.
- 3 травня 1985 року — пасажирський літак Ту-134А, реєстр. номер СССР-65856, який виконував рейс Таллінн — Львів — Кишинів, при посадці в аеропорт зіткнувся із вини диспетчерів з військово-транспортним Ан-26, що летів зі Львова в Москву. Унаслідок зіткнення загинули всі 94 особи в обох літаках.
- 27 липня 2002 року — під час проведення авіашоу впав винищувач Су-27 у натовп глядачів, що прийшли подивитися шоу. Загинуло 78 осіб (серед них 28 дітей) і постраждало близько 250 людей. За кількістю загиблих є найбільшою катастрофою в історії авіаційних шоу. 2 пілоти катапультувались і вижили. Обидва згодом були засуджені на тривалі терміни ув'язнення.
- 6 січня 2019 року — пасажирський літак Boeing 737—800 авіакомпанії Turkish Airlines, реєстр. номер TC-JVI, який виконував рейс Львів — Стамбул, при здійсненні розвороту на ЗПС в районі 8 РД, частково викотився за межі ЗПС. Постраждалих немає.
- 4 жовтня 2019 року — транспортний літак АН-12БК, реєстр. номер UR-CAH, який виконував рейс Віго — Львів — Стамбул зазнав катастрофи при посадці. Загинуло 5 членів екіпажу.
- 23 листопада 2019 року — пасажирський літак авіакомпанії МАУ, рейсу PS034, який виконував рейс Львів — Київ, при здійсненні розвороту на ЗПС, частково викотився за її межі. Постраждалих немає.
- 18 березня 2022 року —  Росія атакувала територію аеропорту 3 крилатими ракетами.

## Галерея

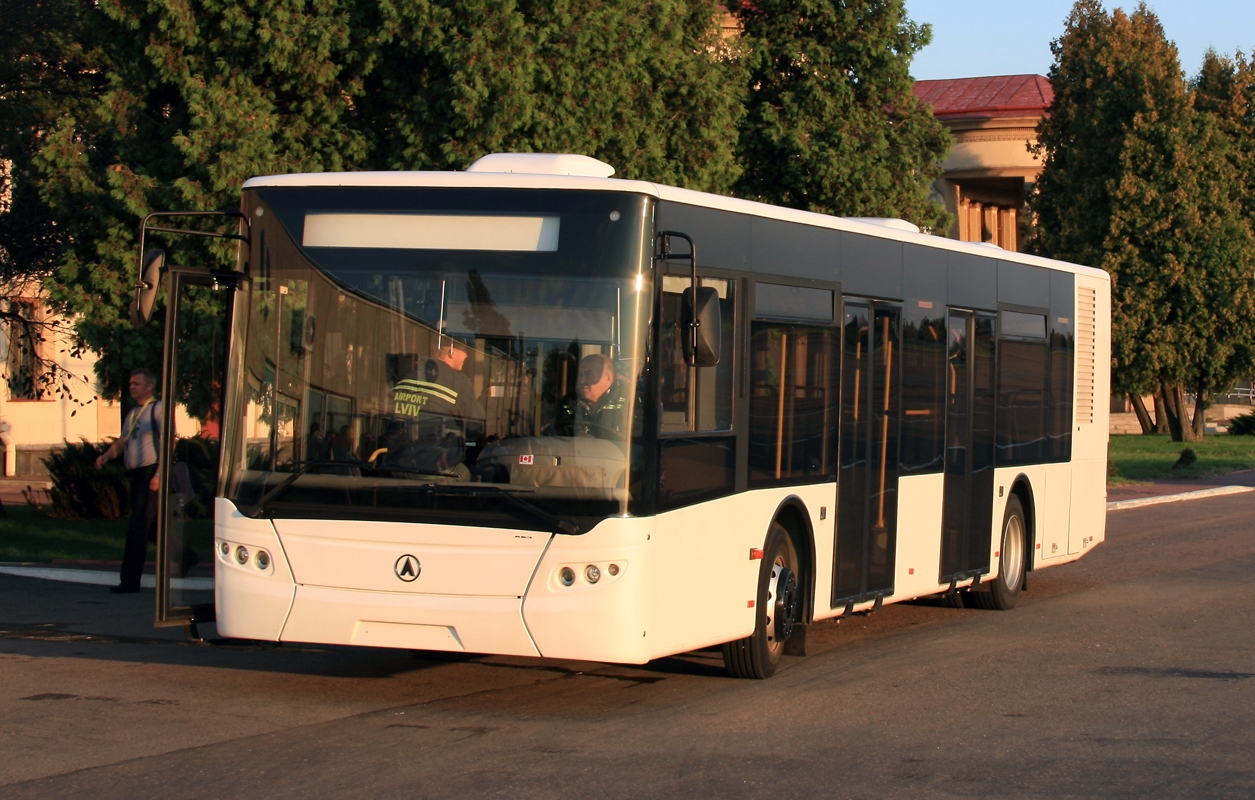
Аеропортовий автобус AeroLAZ (2008)
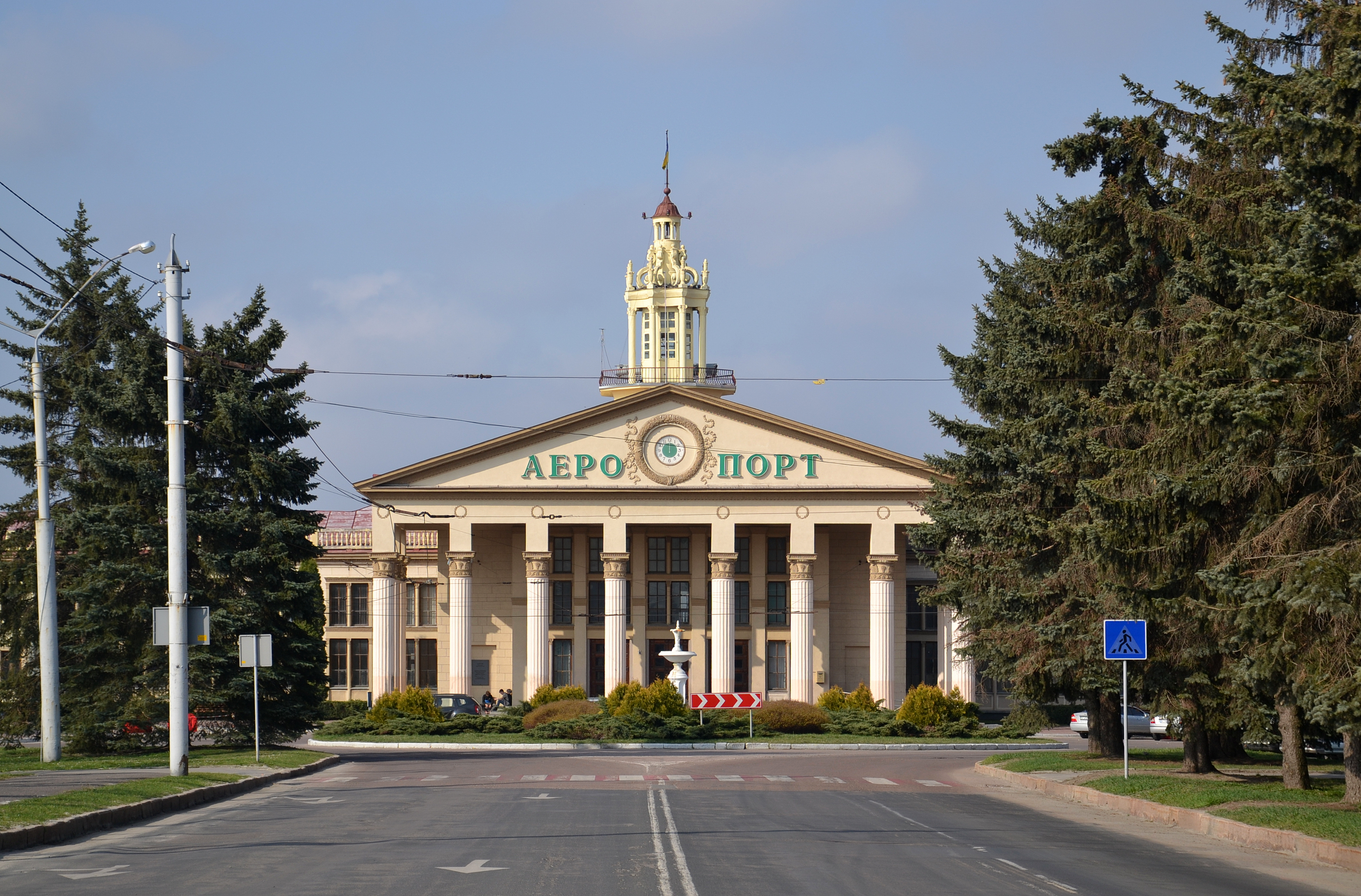
Автобусна зупинка біля аеропорту (2008)
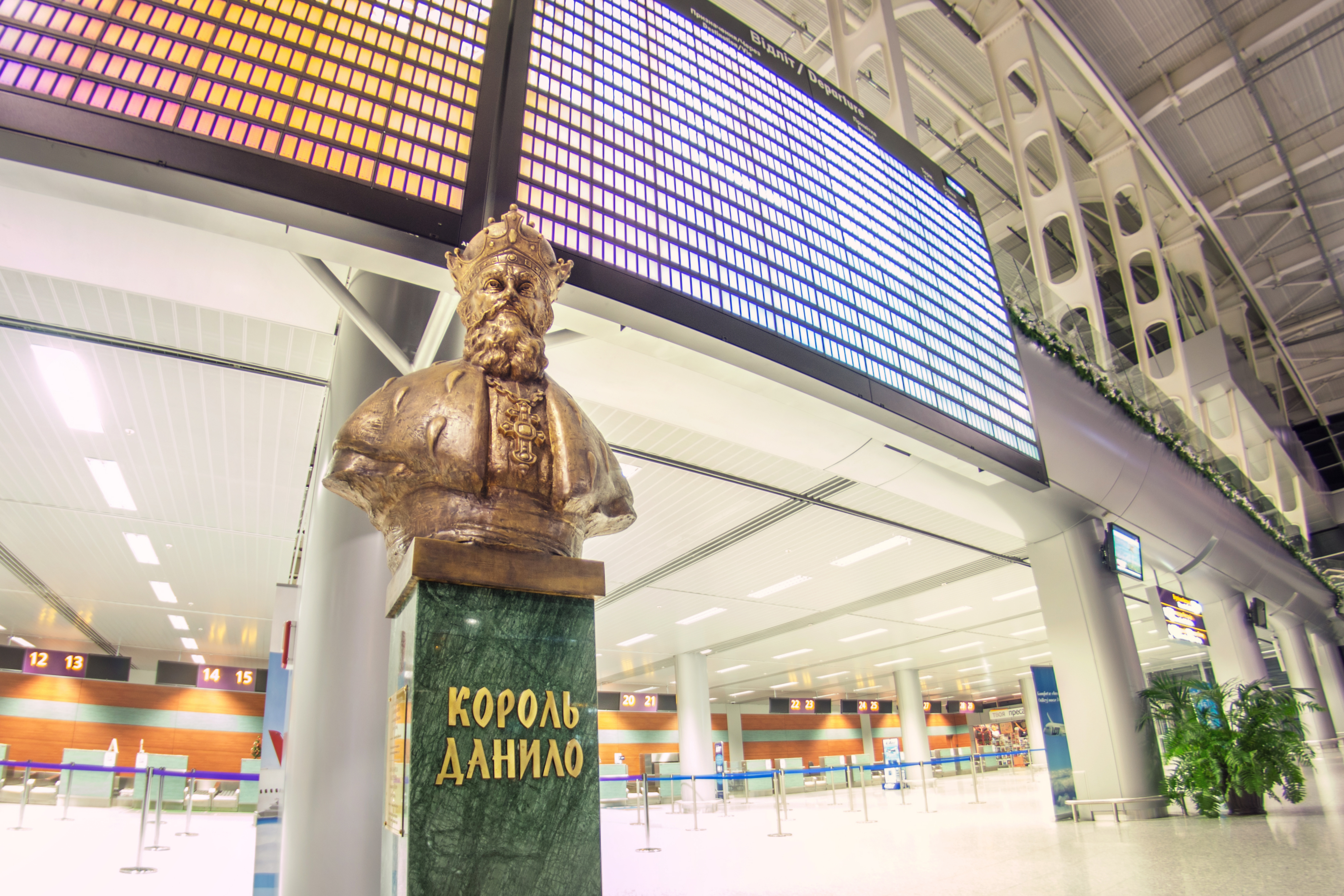
Погруддя Королю Данилу у приміщені аеропорту